# 2009年台灣電影作品列表
本列表列出2009年在台灣發行的台灣電影作品。

## 電影列表
| 月       | 片名           | 英文片名                         | 導演                        | 重要演員 |
| 一 月    | 對不起，我愛你 | SUMIMASEN, Love                  | 林育賢                      | 田中千繪、吳懷中 |
| 二 月    | 這兒是香格里拉 | Finding Shangri-la               | 丁乃箏                      | 朱芷瑩、吳中天、尹昭德 |
| 三 月    | 愛到底         | L-O-V-E                          | 方文山 陳奕先 黃子佼 九把刀 | 藍正龍、劉心悠、柯有綸、田中千繪、陳怡蓉 曾愷玹、阮經天、葉安婷 周采詩、蘇有朋、王子、超克7(除野獸)、朱孝天、陳柏霖 范逸臣、賴雅妍、莫子儀 |
| 三 月    | 練戀舞         | Anytime is Good Time             | 郭珍弟                      | 張孝全、蔡淑臻、洪明麗、田明、張復健 |
| 四 月    | 孩子的天空     | Colorful Mind                    | 陳坤厚                      | 周幼婷、陳至愷、吳浚愷、吳鴻滄 |
| 四 月    | 歧路天堂       | Detours to Paradise              | 李迪才                      | 楊貴媚、吳恩琪、班洛羅諾、羅拉阿瑪莉亞 |
| 四 月    | 亂青春         | Beautiful Crazy                  | 李啟源                      | 李律、姚安琪、廖千慧 |
| 四 月    | 絕命派對       | Invitation Only                  | 柯孟融                      | 張睿家、小澤瑪利亞 |
| 四 月    | 星月無盡       | Our Island, Our Dreams           | 唐振瑜                      | 楊貴媚、陳意涵、吳中天、陳正偉、黃世元 |
| 七 月    | 白銀帝國       | Empire of Silver                 | 姚樹華                      | 郭富城、郝蕾、張鐵林、金士傑 |
| 八 月    | 爸…你好嗎？    | How Are You, Dad?                | 張作驥                      | 高捷、紀培慧、米七偶、高盟傑、陳慕義、張捷、范植偉、太保、謝其文、王喜榮、陳佩君、袁永誠                                                   |
| 八 月    | 陽陽           | Yang Yang                        | 鄭有傑                      | 張榕容、張睿家、何思慧、黃健瑋、朱陸豪、于台煙                                                                                             |
| 八 月    | 不能沒有你     | No Puedo Vivir Sin Ti            | 戴立忍                      | 陳文彬、趙祐萱、林志儒 |
| 八 月    | 聽說           | Hear Me                          | 鄭芬芬                      | 彭于晏、陳意涵、陳妍希、林美秀、羅北安 |
| 九 月    | 夏天協奏曲     | Summer Time                      | 黃朝亮                      | 張睿家、林逸欣、林美秀、康丁 |
| 九 月    | 帶我去遠方     | Somewhere I Have Never Travelled | 傅天余                      | 梅芳、游昕、林柏宏、李芸妘、周詠軒、林美秀、李永豐                                                                                         |
| 九 月    | 2分20秒        | 2'20"                            | 薛少軒                      | 薛宇庭、伊娜、陳亮達、林立洋、黃仲崑 |
| 九 月    | 臉             | Face                             | 蔡明亮                      | 芬妮·亞當、蕾蒂莎·卡斯塔、尚皮耶·李奧、李康生、陸弈靜、馬修·亞麥希、珍妮·摩露、娜塔莉·貝葉、楊貴媚、陳湘琪、陳昭榮                         |
| 十 月    | 一席之地       | A Place of One's Own             | 樓一安                      | 莫子儀、高捷、陸弈靜、路嘉欣、唐振剛、隆宸翰、應蔚民、溫昇豪                                                                               |
| 十 月    | 曖昧           | Ghosted                          | 莫妮卡·楚特                 | 嘉·布赫、柯奐如、胡婷婷、陸弈靜、高捷 |
| 十 月    | 淚王子         | Prince of Tears                  | 楊凡                        | 范植偉、張孝全、關穎、朱璇、蔡沛涵、李柏萱、曾江、高捷、林佑威、李烈、焦姣                                                                 |
| 十 二 月 | 刺陵           | Treasure Hunter                  | 朱延平                      | 周杰倫、林志玲、陳道明、曾志偉、陳楚河、苗圃、劉畊宏、柯叔元、關曉彤、曾江                                                                 |

## 外部連結
- 2009台灣區上映電影檔期表–觸電網